# Contea di Xichuan
La contea di Xichuan (淅川县S, Xīchuān XiànP) è una contea della Cina, situata nella provincia di Henan e amministrata dalla prefettura di Nanyang.